# VM i snooker 1934
VM i snooker 1934 var de åttonde världsmästerskapen i snooker. Finalen hölls i Nottingham, England, Storbritannien. I turneringen deltog endast två spelare, Joe Davis och Tom Newman. Joe Davis vann matchen och tog sitt åttonde VM av sammanlagt 15.

## Resultat

### Final
| Joe Davis | 25 - 23 | Tom Newman |